# Ramiro Guerreiro

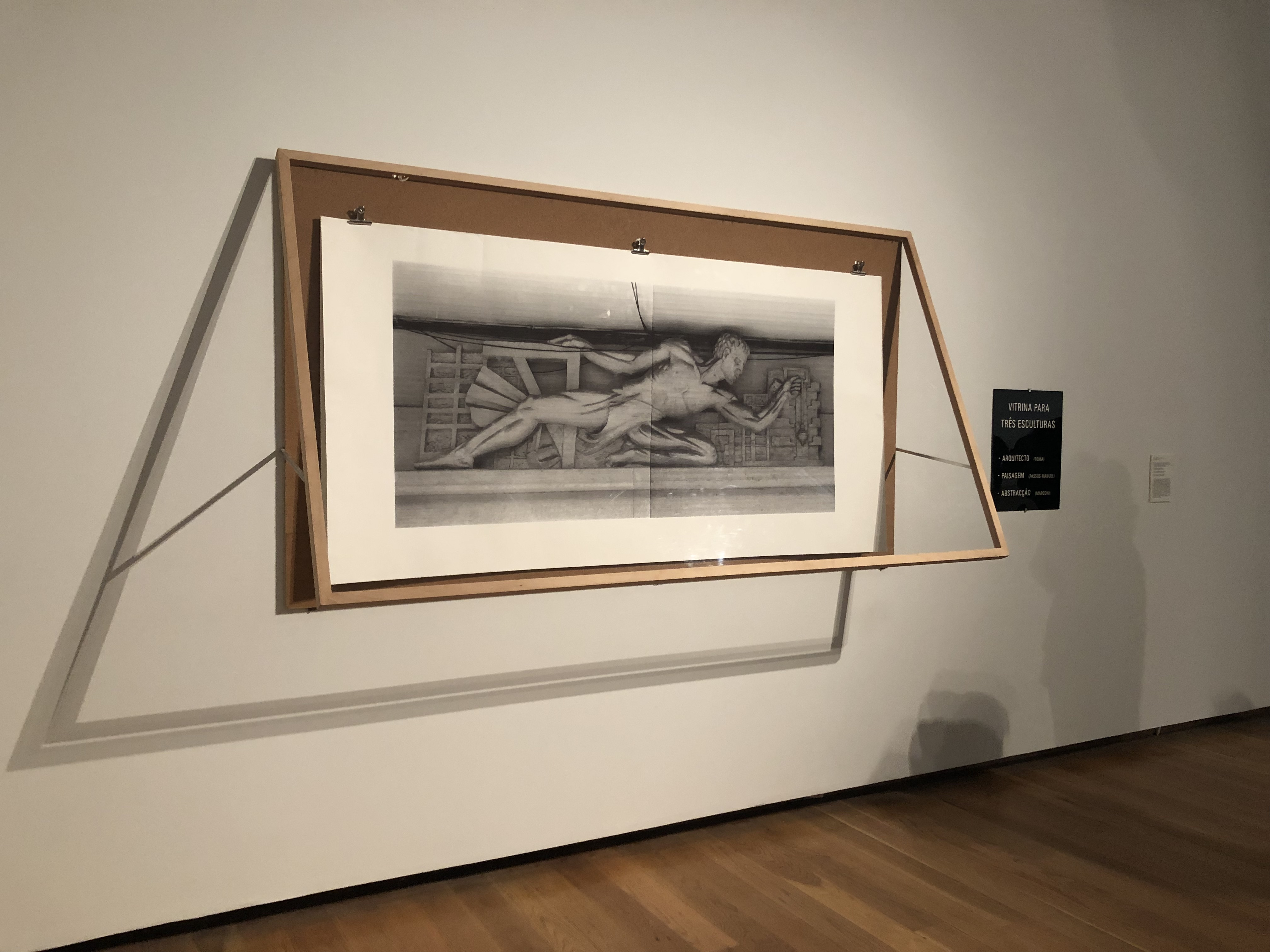
Vista de "3 Entalados" (2009) em exposição na Galeria Municipal do Porto, junho 2019.

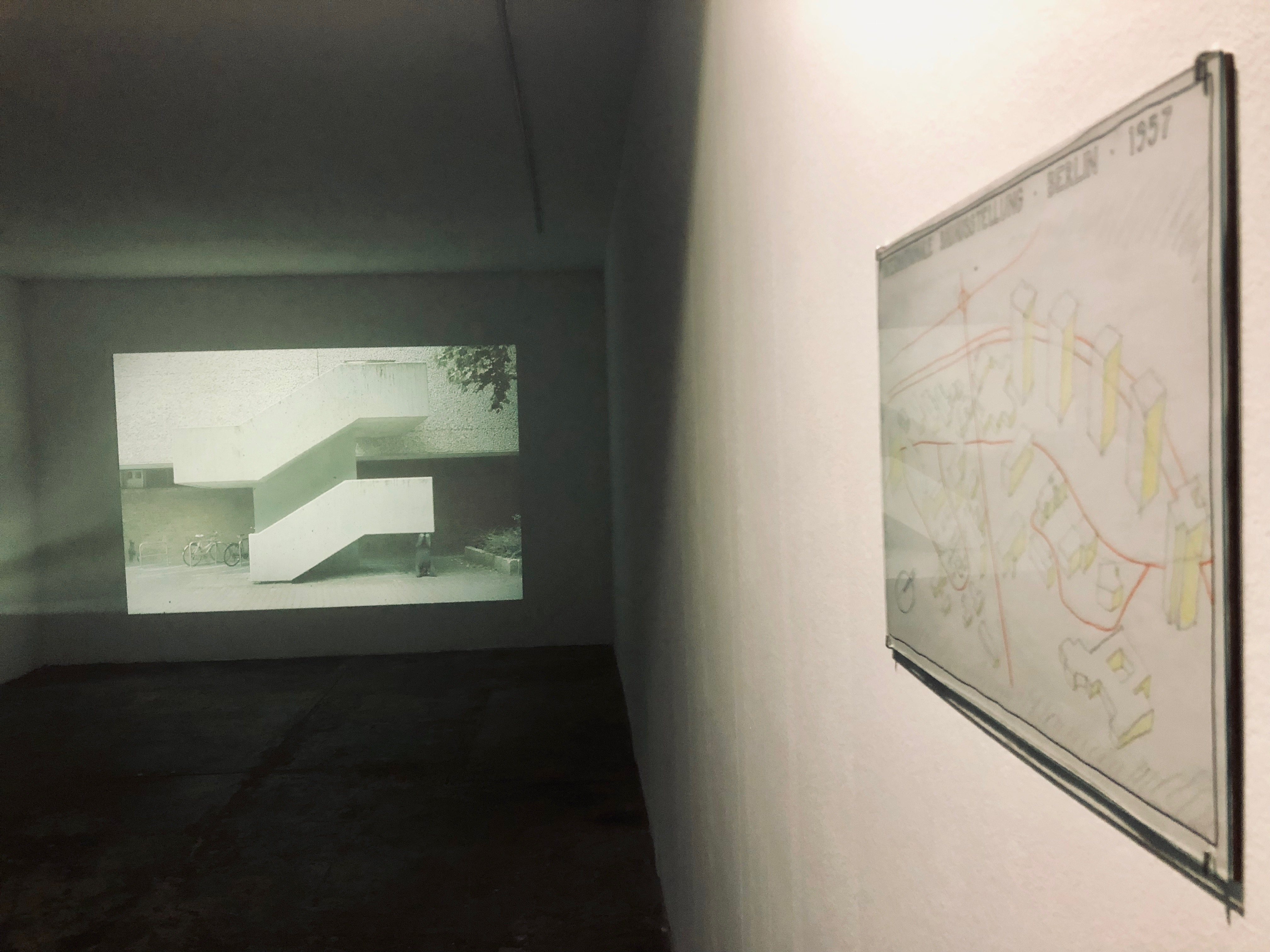
Imagem do trabalho de Ramiro Guerreiro "Entalados" (2015) na exposição Ponto de Fuga - obras de arte da coleção António Cachola na Galeria do Torreão Nascente da Cordoaria, Lisboa, em junho 2019.

Ramiro Guerreiro (Lisboa, 1978) é um artista plástico português que frequentou o curso de arquitetura na Faculdade de Arquitetura da Universidade do Porto (FAUP), entre 1997-2001, de onde saiu para estudar na Escola de Artes Visuais MAUMAUS, em Lisboa. Expõe regularmente em Portugal e no estrangeiro desde 2005, ano em que foi vencedor do prémio BES Revelação, a primeira edição deste prémio de arte, e de uma menção honrosa no prémio EDP Novos Artistas. O projeto vencedor “Entalados”, 2005, consiste numa sequência de diapositivos que registam o artista em confronto com detalhes da arquitetura modernista em vários edifícios desenhados por arquitetos portugueses. Entre estes destacam-se o Palácio da Justiça, em Lisboa, desenhado por Januário Godinho e João Andresen, os blocos da Av. dos EUA nº 12 a 40, desenhados por Manuel Maria Laginha, o Bloco das Águas Livres, em Lisboa, desenhado por Bartolomeu Costa Cabral, entre outros. Realizou as  residências artísticas: Künstlerhaus Bethanien, Berlim (2014/2015), com bolsa da Fundação Gulbenkian; Programa Le Pavillon, Palais de Tokyo, Paris (2009/2010); ou Casa Velázquez, Madrid (2007/2008), entre outras.

## Arte
A  prática artística de Ramiro Guerreiro ao longo dos anos tem vindo a realçar as relações entre corpo, espaço e arquitectura, conceitos que marcam vários trabalhos. Trabalha com vários media, dependendo de cada projecto, tais como desenho, fotografia, instalação, publicações impressas ou performance. O seu trabalho tem sido desenvolvido à margem do mercado da arte mas atualmente é representado pela Galeria Lehmann + Silva, no Porto, Portugal. Das suas recentes exposições individuais, destacam-se: Moi Aussi 2019 (Galeria Lehmann + Silva), “Austerity - International Style - Spring/ Summer 2016” (Künstlerhaus Bethanien, Berlim, 2015); “Instructions” (Espaço Arte Tranquilidade, Lisboa, 2013); “Marseille” (Galerie Château de Servières, Marselha, 2013); “Resto” (Pavilhão Branco, Museu da Cidade, Lisboa, 2011); ou ainda “Verdes Anos” (Sala do Cinzeiro 8, Museu da Electricidade, Lisboa, 2009). 
Desde 2003 tem participado em diversas exposições coletivas, tais como: This and There (Le Pavillon, Palais de Tokyo, Paris, 2012), Rumores Sobre Una Exposición (Espai Zer01, Olot, Espanha, 2011), The Multicultural in Our Time (Gyeonggi MoMA, Coreia do Sul, 2010), Opções e Futuros, Fundação PLMJ (Galeria Arte Contempo, Lisboa, 2008), Trabalhar Cansa (Galeria Arte Contempo, Lisboa, 2007) ou ainda Pilot:2, em Londres (2005, a convite de André Guedes), entre outras.

## Arte Pública

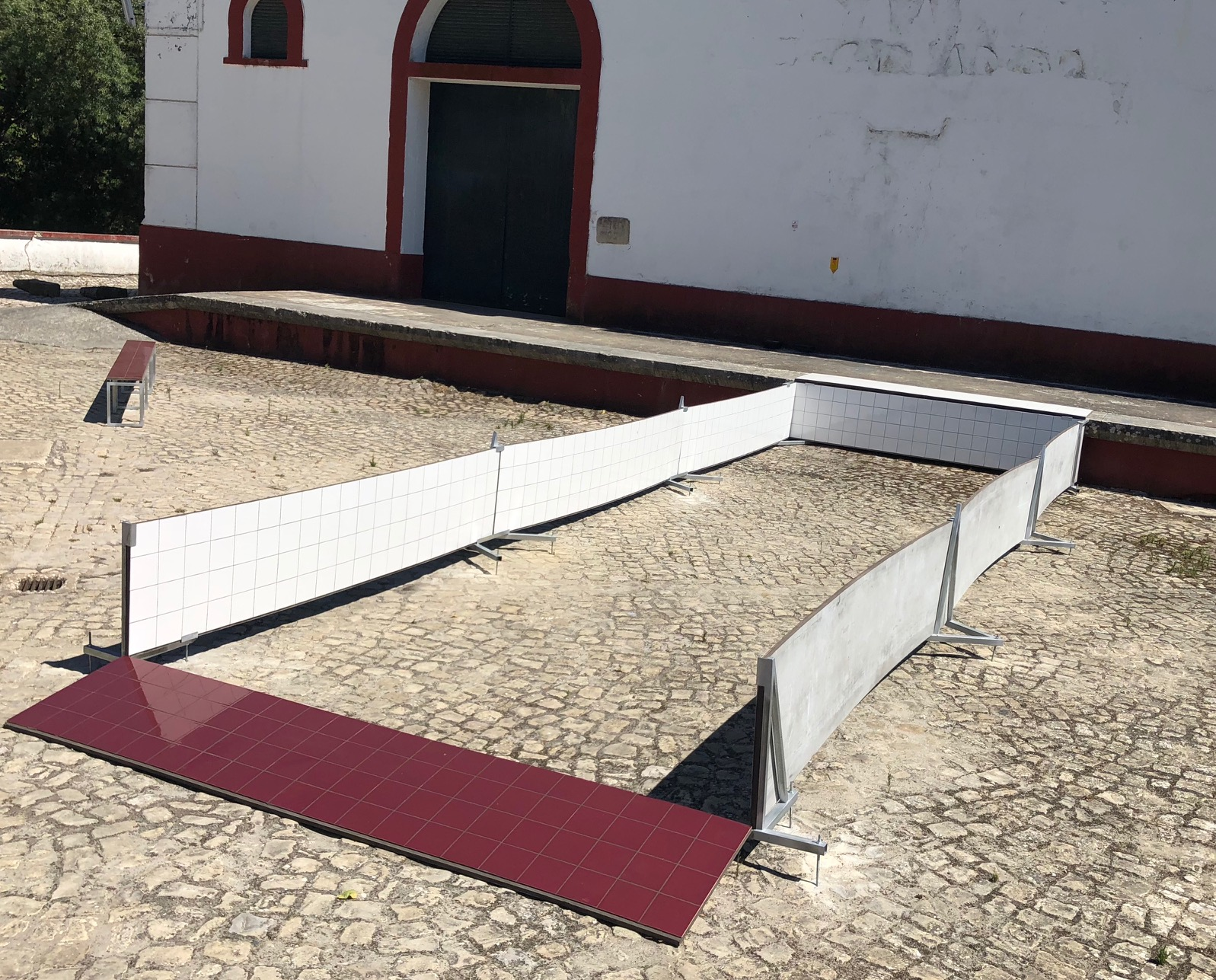
Vista de "Sem Título [Um Tanque Sem Fundo]" (2018) de Ramiro Guerreiro, na Winegros (antiga Adega Cooperativa de Olhalvo), Quinta da Baia, Olhalvo no âmbito da exposição coletiva 10.10.10 Arte entre Cidades com curadoria de Gabriela Raposo.

Em 2018, Ramiro Guerreio participou no projeto "10.10.10 Arte entre Cidades", Torres Vedras, realizado no âmbito do programa da Cidade Europeia do Vinho 2018, com curadoria de Gabriela Raposo, com a obra "Sem Título [Um Tanque Sem Fundo]" na Winegros (antiga Adega Cooperativa de Olhalvo), Quinta da Baia, Olhalvo. Segundo o artista esta intervenção remete para a pisa da uva feita por pessoas dentro de um tanque. Uma atividade atualmente caída em desuso, salvo raras exceções. O projeto pretende convocar a ideia de reunião e congregação.

## Coleções
António Cachola, Fundação EDP, Fundação PMLJ, Novo Banco Fotografia.